# Gareth Morris
Gareth Morris   (Clevedon, 13 de maig de 1920 - Gran Londres, 14 de febrer de 2007) era flautista anglès. Va ser el flautista principal de diverses orquestres de Londres, inclosa lOrquestra Louis Boyd Neel, abans d'incorporar-se a lOrquestra Philharmonia. Va ser el flautista principal d'aquesta orquestra durant 24 anys i professor de flauta travessera a la Reial Acadèmia de Música del 1945 al 1985. Morris era conegut per utilitzar una flauta de fusta, en un moment en què la majoria dels altres jugadors havien canviat a utilitzar flautes de metall.

## Biografia
Gareth Morris va néixer a Clevedon, Somerset, Anglaterra i es va formar a la "Bristol Cathedral Choir School". Va començar a tocar la flauta travessera als 12 anys i, posteriorment, va estudiar en privat amb Robert Murchie. Als 18 anys va guanyar una beca a la Royal Academy of Music on el seu principal professor va ser Charles Stainer. A l'Acadèmia va conèixer Dennis Brain i es va convertir en el seu amic de tota la vida. Morris va fer d'home bo per al casament de Brain. El debut de Morris al "Wigmore Hall" va ser el 1939 i va tocar en grups de música de cambra, inclosos el Dennis Brain Wind Ensemble i el London Wind Quintet. Durant la Segona Guerra Mundial es va unir a la Royal Air Force i va ser principal flauta travessera de la RAF Symphony Orchestra.
Morris va succeir a Arthur Gleghorn com a flauta principal a lOrquestra Philharmonia el 1948. Va tocar a la coronació de la reina Isabel II el 1953. LOrquestra Philharmonia havia estat fundada per Walter Legge el 1945, però el 1964 Legge va anunciar que tenia intenció de dissoldre-la. No obstant això, els membres no van estar d'acord amb això i van acordar que l'orquestra continués, que s'autogo-vernés i que passés a anomenar-se New Philharmonia Orchestra. El 1966 Morris va esdevenir president d'aquesta orquestra amb Otto Klemperer com a director principal. Morris va tenir una relació estreta i profundament respectuosa amb Klemperer, però la seva relació amb Karajan ha estat descrita com "en el millor dels casos cordial, però va respectar el talent del director".
Klemperer es va retirar el 1971 quan tenia 87 anys i el va succeir Lorin Maazel seguit de Riccardo Muti. Morris es va retirar poc després de l'orquestra. La nota de premsa de l'època parlava de "diferències artístiques irreconciliables" que havien contribuït a la seva renúncia. Tanmateix, hi havia un altre factor, possiblement més important. Mentre estava de gira amb l'orquestra a la ciutat de Nova York, Morris va ser assaltat i ferit greument. Entre aquestes lesions, s'havia danyat un nervi a la boca i, com a resultat, va haver de renunciar completament a tocar la flauta.
La flauta de Morris era originalment una Rudall-Carte amb puntera G oberta i D ventilada, i més tard en la seva carrera va actuar en un instrument que li va llegar Robert Murchie. El seu estil era de l'escola anglesa, amb un bufador estret i va produir un to molt sòlid i potent, que també era capaç d'una delicadesa increïble. Va defugir de l'ús de vibrato excessiu. Es va dir que va estar "a l'avantguarda de la flauta anglesa durant més de mig segle". Molts compositors van escriure obres per a ell, inclosos Gordon Jacob i Alan Rawsthorne. Durant la seva carrera va donar la primera representació britànica de la Sonata de flauta de Poulenc el 1958.
Morris es va casar primer, el 1954, amb Joy Hazelrigg de Kentucky i van tenir una filla, Emily. Després d'un divorci, el 1975 es va casar amb Patricia Murray, amb qui va tenir tres fills, Thomas, Mary i Catharine.
Morris es va retirar a Bristol i allà va continuar ensenyant. El 1991 va publicar un tutorial titulat Flute Technique. Les seves altres activitats van ser ser un adjudicatari, un director d'orquestra i professor. Va ensenyar amb freqüència a la "Dartington Summer School". Els seus germans eren Christopher, editor de música a l'"Oxford University Press", i Jan Morris, escriptor de viatges. Un retrat fotogràfic Gareth realitzat el 1968 per Godfrey Argent es troba a la "National Portrait Gallery".